# Vicente Salaverri
Vicente Salaverri (Viniegra de Abajo, España, 25 de enero de 1887 - Montevideo, 1971 fue un escritor y periodista español que se radicó muy joven en Uruguay y fue muy conocido en el ámbito literario como Antón Martín Saavedra.

## Biografía
Vicente A. Salaverri nació en Soroño, una ciudad pequeña de España y sus padres fueron Vicente Salaverri y María Sierra. Realizó sus primeros estudios en Institutos de Jaén, Teruel, Almería y Salamanca. A los 15 años llegó al Río de la Plata con el título Bachiller en Ciencias y Letras.
En 1910 
Utilizó varios seudónimos durante su carrera periodística. Para publicar en los diarios La Razón (Uruguay) y El Día lo hizo bajo el seudónimo "Anton Martín Saavedra".
También publicaba obras bajo los seudónimos "Juan de Montevideo" y "V.A.S." para firmar muchos de sus artículos aparecidos en la revista Pegaso que era dirigida por César Miranda y José María Delgado.
Fue director del Diario Oficial de Uruguay designado el 7 de noviembre de 1930. Desde 1926 a 1950, bajo su dirección se elaboraron los tomos del Registro Nacional de Leyes y Decretos.
Existe en Montevideo una calle que lo recuerda y homenajea

## Obras
- "Los troperos y otros cuentos de campo" (1975)
- "150 motivos del ser feliz" (1960)
- "Admirar es poseer. Introducción a "Un arte para ser muy rico"." (1953)
- "La sarna de las ovejas" (1928)
- “Animales con pluma. (El periodismo por dentro). Apuntes rápidos para una autobiografía pintoresca”
- "Cuentos del Río de la Plata"
- “Estocadas en la aldea. El libro de mi desenfado y mi ironía” (1922)
- "Floreal se enamora" (1921)
- “La visión optimista” (1919)
- “Florilegio de prosistas uruguayos. Los ensayistas. Los articulistas. Los cuentistas. Los novelistas. Los periodistas”
- “Los hombres de España. (Desde Maura al Vivillo). Intervius a políticos, artistas y toreros”
- “Hombres de! Uruguay. Viera” (1914);
- “Del picadero al proscenio” (1913);
- “El manantial y otros cuentos del campo”;
- “Mis anhelos. Resurrexit. Críticas” (1911);
- "Siluetas líricas" (1910);
- “Resurrexit y la mala vida ” (pieza teatral en un acto);
- “La vida humilde. Historia de odio, de quebranto, de amor y de sacrificio, escritas en el ubérrimo lenguaje de Castilla”;

### Novelas
- “El hijo del león”(1922);
- "La mujer inmolada" (1922);
- "Deformarse es vivir" (1922);
- “El corazón de María”;
- “Este era un país” (1920)